# Касіландія (мікрорегіон)

Касіландія на карті штату Мату-Гросу-ду-Сул

Касіландія (порт. Microrregião de Cassilândia) — мікрорегіон у Бразилії, входить у штат Мату-Гросу-ду-Сул. Складова частина мезорегіону Схід штату Мату-Гросу-ду-Сул. Населення становить 54 087 чоловік на 2006 рік. Займає площу 13 223,357 км². Густота населення — 4,09 чол./км².

## Склад мікрорегіону
До складу мікрорегіону включені наступні муніципалітети:
1. Касіландія
2. Шападан-ду-Сул
3. Коста-Рика

| Бразилія | Це незавершена стаття з географії Бразилії. Ви можете допомогти проєкту, виправивши або дописавши її. |